# Club de lecture

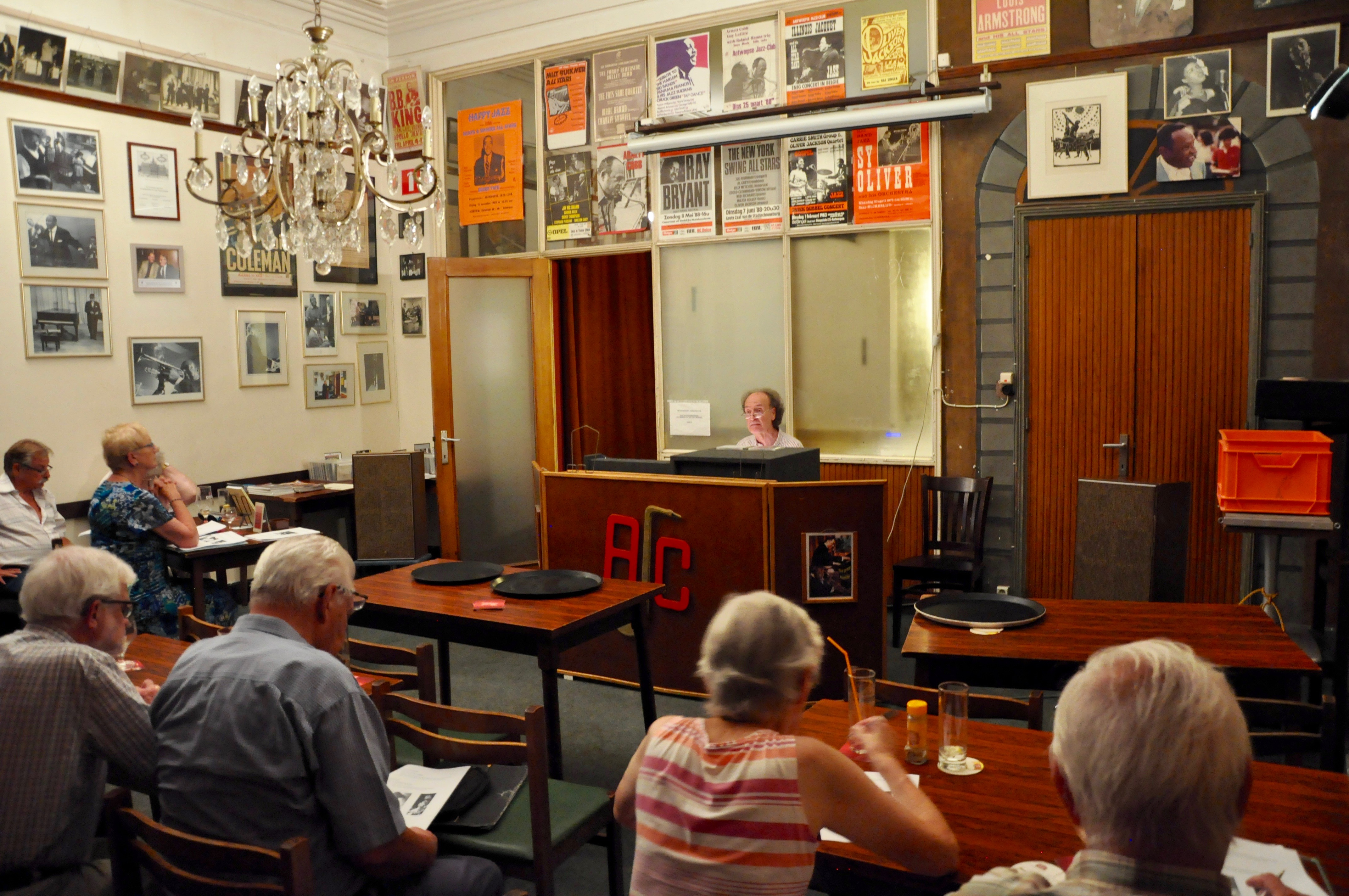
Présentation par Guy Van Looy

Un club de lecture est un regroupement de lecteurs qui lisent un même livre, pour ensuite en discuter. 
Les rencontres ont lieu en virtuel ou en présentiel sur une base périodique. Le choix du livre à lire est décidé au préalable par le groupe ou une personne animatrice. Plusieurs endroits physiques et plateformes en ligne accueillent cette activité : bibliothèque, librairie, institution d’enseignement, centre communautaire ou socioculturel, café, restaurant, résidence privée, forum, réseau social et logiciel de visioconférence.

## Terminologie
Les termes club de lecture et cercle de lecture, ou cercle littéraire (en anglais : literature circle) sont parfois utilisés comme synonymes. Néanmoins, un cercle de lecture est davantage une méthode pédagogique utilisée comme stratégie d’apprentissage collaborative dans le domaine de l’éducation, autant auprès des enfants que des universitaires. Le club de lecture est aussi à ne pas confondre avec le club de livres, qui a une dimension commerciale.

## Club de lecture en bibliothèque
Inclus dans la programmation culturelle des bibliothèques, le club de lecture est une activité gratuite qui s’adresse à un public adulte ou jeunesse. En moyenne, un club de lecture comprend entre dix et quinze membres inscrits. Il peut être annuel, trimestriel ou saisonnier.

### Organisation
La sélection des ouvrages à lire varie d’un club de lecture à l’autre, selon les intérêts des membres. Dans une perspective d’égalité, de diversité et d’inclusion (ÉDI) et d’accessibilité universelle, les responsables en bibliothèque considèrent notamment les critères suivants : la disponibilité d’autres formats que le livre papier (livre audio, EPUB, livre en braille, livre en larges caractères), la variation des genres littéraires et du ton des œuvres, une diversité de sujets et de réalités, ainsi qu'une représentativité de personnes minorées ou sous-représentées, en tant que personnages ou en tant qu’autrices et auteurs.  
Le repérage des œuvres potentielles s'effectue par les suggestions des membres du club, le catalogue de la bibliothèque, les coups de cœur en librairie, les prix littéraires, les critiques de revues ou magazines spécialisés, les ouvrages de référence qui listent des œuvres selon des thématiques, ou en suivant l'actualité littéraire.  
La bibliothèque achète un certain nombre d'exemplaires du livre choisi, habituellement inférieur au nombre de membres du club, et les prête ensuite en organisant une rotation des exemplaires. Afin de réduire les coûts d’acquisition de nouveaux exemplaires, des bibliothèques publiques québécoises utilisent le service de Prêt entre bibliothèques (PEB) ou établissent des partenariats entre bibliothèques afin de sélectionner les mêmes ouvrages pour leurs clubs respectifs. 

### Animation
L’animation des rencontres est prise en charge par un membre du personnel de la bibliothèque, une personne bénévole ou contractuelle. Entre médiation culturelle et accompagnement de groupe, son rôle est d’encourager la prise de parole des membres, d’alimenter et de diriger les discussions de façon libre ou structurée, de proposer des pistes de réflexion, de nuancer les propos, d’être à l’écoute et d’apaiser les possibles tensions. La personne responsable de l’animation peut également favoriser une réflexion individuelle après la rencontre, par exemple en encouragent les membres à lire d’autres ouvrages de leur choix, ou présélectionnés par la bibliothèque, en lien avec les sujets abordés collectivement.

### Club de lecture à emporter
Le club de lecture à emporter constitue une alternative aux rencontres physiques au sein des bibliothèques. Ce service prend la forme d’une trousse, soit un sac contenant plusieurs exemplaires du même livre, des guides de discussions, ainsi que des fiches biographiques et bibliographiques sur les autrices et auteurs. Un des premiers clubs à emporter a été lancé en 2004 par la Johnson County's Central Resource Library (États-Unis). Cette initiative s’est depuis multipliée en Amérique du Nord; par exemple, en 2024, la Strathcona County Library (Canada) offre 135 trousses à sa communauté.

### Objectifs et effets
Les visées et les retombées d’un club de lecture en bibliothèque sont variées pour les personnes qui y participent. Favorisant la lecture, la littérature et l'expression orale, cette activité permet aussi de développer un sens de la communauté auprès de ses membres et de contribuer à leur vie culturelle, ainsi que de lutter contre l’isolement en créant des liens sociaux. Elle contribue à réduire l’anxiété de bibliothèque. En bibliothèque universitaire, le club de lecture peut servir d’outil de collaboration et de formation continue pour des membres du personnel qui lisent, puis discutent ensemble d’articles, d'études et d’ouvrages en lien avec la bibliothéconomie et les milieux documentaires. Les clubs de lecture d’été en bibliothèques publiques aident les jeunes à conserver et à améliorer leurs compétences de lecture en dehors des périodes scolaires, à considérer la lecture comme une activité ludique, en plus de favoriser les liens sociaux des enfants et des adolescents. Du côté du club de lecture à emporter, ce service rend accessibles la lecture et la culture à de nombreuses personnes ne pouvant pas se déplacer en bibliothèque, que ce soit par manque de transports, de contraintes de temps ou de limitations fonctionnelles.

## Dans la culture
- Le Book Club (film 2018)
- Oprah's Book Club (émission)